# ندرة اليازجي
ندرة اليازجي (1934 - 8 يناير 2016) باحث وفيلسوف سوري. 

## سيرته
ولد ندرة اليازجي في بلدة مرمريتا الواقعة في محافظة حمص السورية، عام 1934. حصل على الشهادة الابتدائية الفرنسية في مرمريتا، ثم تابع دراسته في لبنان، فحصل على الثانوية ثم اتبعها بشهادة سياسة واقتصاد، لكن ميله للدراسات الإنسانية والفلسفية والاجتماعية غلب عليه، لذلك اتجه إلى دراسة الفلسفة السياسية، وحصل على إجازة في الاقتصاد والسياسية. 
أصبح اليازجي عضواً في جمعية البحوث والدراسات في اتحاد الكتّاب العرب، وتوغل في مضامين مختلفة من علم النفس عامة، وعلم النفس التكاملي وعلم نفس الأعماق خاصة، بالإضافة إلى دراسة الأساطير والأديان والحضارات المتنوعة ودراسة العلوم الإنسانية.
تميز اليازجي بالتواضع الجم، إلى جانب الثقافة الموسوعية والشخصية العلمية والاجتماعية البارزة، وقد نال جائزة الدولة التقديرية عام 2015 في مجال النقد والدراسات والترجمة، وهو يعد الأب الروحي لمجلة ودار معابر السورية.

## أعماله

### مؤلفاته
1- رسائل في حضارة البؤس- دمشق 1961.
2- الاشتراكية ومفهوم العدالة- دمشق 1962.
3- النقد الفلسفي للماركسية- دمشق 1963.
4- مقالة في العقل والنفس والروح- دمشق 1965.
5- مقالة في الإنسان- أو فلسفة الإنسان الثائر- دمشق 1967.
6- بحوث فلسفية- بيروت 1967.
7- ردّ على اليهودية واليهودية- المسيحية- دمشق 1969.
8- ردّ على التوراة- دمشق 1972.
9- دراسات في المثالية الإنسانية- دمشق 1977.
10- المادة والروح- دمشق 1978.
11- مدخل إلى المبدأ الكلي- دمشق طرابلس 1982.
12- تأملات في الحياة والإنسان- دمشق 1988.
13- رسائل في مبادئ الحياة- دمشق 1991.
14- وحدة الفكر الإنساني- دمشق 1990.
15- المبدأ الكلي- دمشق 1989.

### الترجمات
16- الفكر الفلسفي الهندي- راداكرشنان ومور 1969.
17- ظاهرة الإنسان- تيارده شاردان 1973.
18- فكرة مقابل فكرة- ألدوس هكسلي 1979.
19- موضع الإنسان في الطبيعة- تياردة شاردان 1982.
20- التطور العلمي والروحي في الألف القادمة- رويير لنسن 1983.
21- علم النفس اليوناني- يولاند جاكويي- دمشق 1993.

### المؤلفات الإنكليزية
22- Trans-cultural Understanding: Variety of Cultures and Oneness of Human Thought
23- Christianity Reinstituted: Christianity versus Judaism
24- Philo-scientific Dissertations

## روابط خارجية
- موقع إيلاف: المشروع الفكري عند ندرة اليازجي
- مدونة وطن: «ندرة اليازجي».. العالم والمؤلف المتواضع